# Миронов, Валентин Акимович
Валентин Акимович Миронов (28 октября 1923, Урицкое, Саратовская губерния — 10 декабря 1989, Баку) — командир пулемётного взвода, роты; участник Великой Отечественной войны, Герой Советского Союза.

## Биография
Родился 28 октября 1923 года в селе Урицкое (ныне — Лысогорского района Саратовской области).
В 1942 году был призван в армию, окончил ускоренный курс Буйнакского военного пехотного училища. Служил на границе с Турцией. С октября 1943 года — командир пулемётного взвода 1376-го стрелкового полка (417-я стрелковая дивизия 4-го Украинского фронта). Освобождал Северный Кавказ, юг Украины.
Принимал участие в освобождении Крыма. 8 апреля 1944 года началось главное наступление на противника. Немцы устроили на данном направлении хорошо защищённые укрепления. На высоте 30,3 в дзоте находился пулемётный расчёт, который сдерживал наступление советских войск. Миронов повёл свою группу через канал в обход дзота. Бойцам удалось зайти в тыл врага и уничтожить огневую точку. Успешный прорыв на Каранкинском направлении способствовал дальнейшему освобождению территории.
Указом Президиума Верховного Совета СССР 16 мая 1944 года за образцовое выполнение боевых задач командования на фронтах борьбы с немецкими захватчиками и проявленные при этом отвагу и геройство младшему лейтенанту Миронову Валентину Акимовичу было присвоено звание Героя Советского Союза с вручением ордена Ленина и медали «Золотая Звезда».

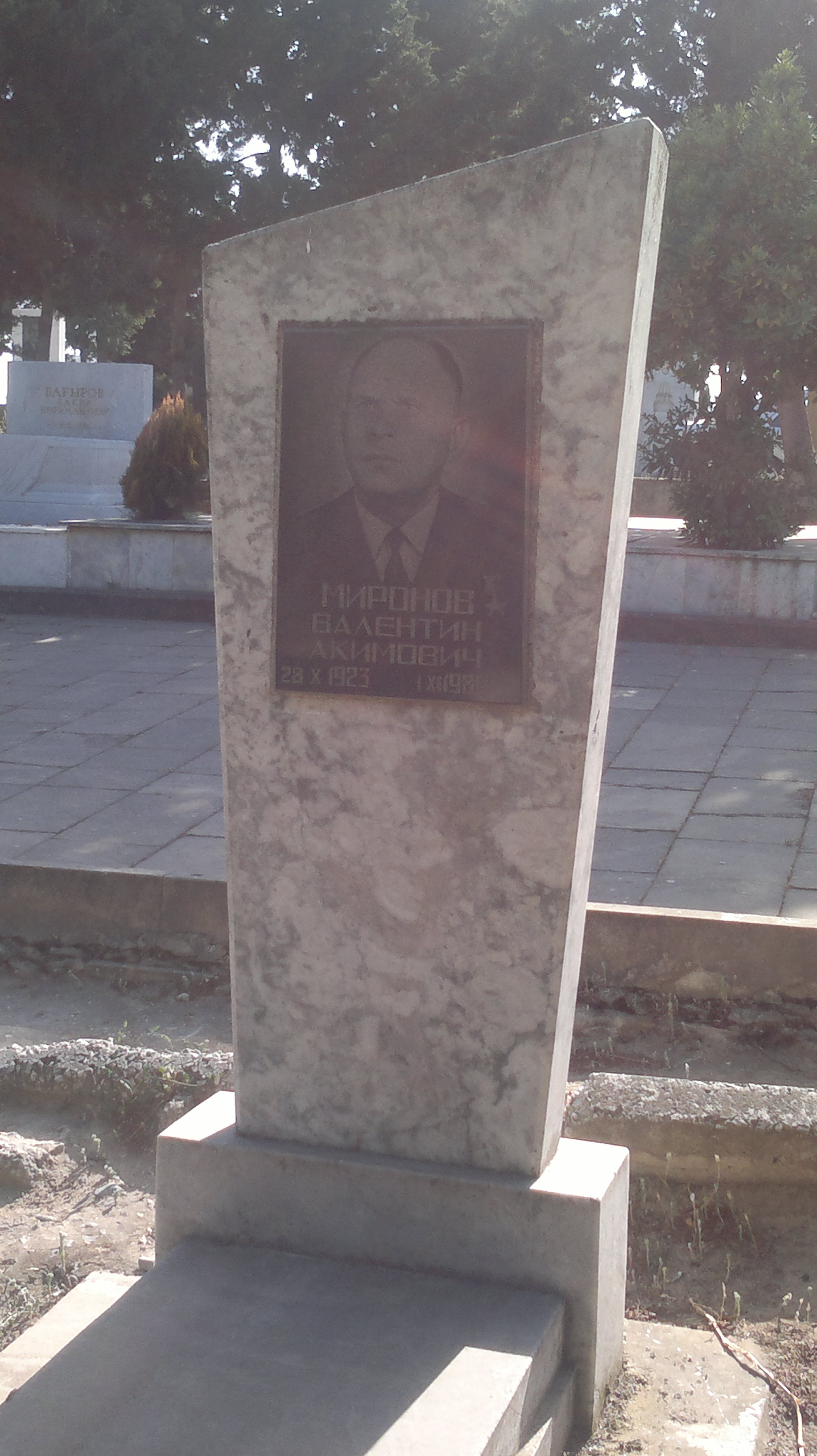
Могила Миронова на II Аллее почётного захоронения в Баку

С осени 1944 года — командир пулемётной роты 848-го стрелкового полка (267-я стрелковая дивизия 1-го Прибалтийского фронта); освобождал Литву и Латвию, с февраля 1945 года воевал в Курляндии.
После войны окончил Азербайджанский государственный медицинский институт, в 1953 году — Военно-медицинскую академию им. С. М. Кирова; в том же году вступил в КПСС. Служил в военно-медицинских учреждениях, в 1971 году вышел в отставку в звании подполковника медицинской службы. Работал в различных медицинских учреждениях г. Баку.
Умер в Баку в 1989 году.
Похоронен на II Аллее почётного захоронения в Баку.

## Награды
- Звание Героя Советского Союза (16.5.1944):
  - медаль «Золотая Звезда»
  - орден Ленина
- орден Отечественной войны 1-й (11.3.1985)[3] и 2-й (5.6.1945)[4] степеней
- орден Красной Звезды
- медали[1].